# Carryin' On with Johnny Cash and June Carter
Carryin' On with Johnny Cash and June Carter è il 25° album discografico dell'artista country statunitense Johnny Cash, realizzato con June Carter (che diventa sua moglie alcuni mesi dopo) e pubblicato nel 1967 dalla Columbia Records.

## Tracce
1. Long Legged Guitar Pickin' Man (Marshall Grant) – 2:37
2. Shantytown (Johnny Cash, June Carter) – 2:23
3. It Ain't Me, Babe (Bob Dylan) – 3:06
4. Fast Boat to Sydney (June Carter, Helen Carter, Anita Carter) – 2:31
5. Pack Up Your Sorrows (Richard Fariña, Pauline Marden) – 2:29
6. I Got a Woman (Ray Charles) – 3:17
7. Jackson (Billy Ed Wheeler, Jerry Leiber come Gaby Rodgers) – 2:48
8. Oh, What a Good Thing We Had (Johnny Cash, June Carter) – 2:46
9. You'll Be All Right (Johnny Cash, June Carter) – 1:49
10. No No No (Johnny Cash) – 1:52
11. What'd I Say (Ray Charles) – 2:53

## Formazione
- Johnny Cash - voce, chitarra
- June Carter - voce
- Luther Perkins, Carl Perkins, Bob Johnson - chitarre
- Norman Blake - chitarre, dobro
- Marshall Grant - basso
- W.S. Holland - batteria
- Charlie McCoy - armonica
- Bill McElhiney, Karl Garvin - tromba
- The Carter Family, Phil Balsey, Jan Howard - cori